# Apodecta
L'apodecta (in greco antico: ἀποδέκτης?, apodéktes, letteralmente "colui che prescrive") nell'antica Atene era il magistrato che controllava le entrate pubbliche.
La carica fu introdotta colla riforma di Clistene al posto della magistratura dei colacreti. Gli apodecti erano dieci, uno per ogni tribù, e venivano eletti dalla maggioranza; il loro compito consisteva in un controllo complessivo sugli altri offici delle entrate. Riscuotevano tutte le tasse ordinarie e le distribuivano ai vari settori dell'amministrazione ai quali erano dirette le imposte.
Gli apodecti curavano le liste delle persone indebitate nei confronti dello Stato, riscuotevano il denaro che veniva dato loro per saldare tali debiti ed eliminavano i nomi dall'elenco. Avevano inoltre il potere di giudicare le contestazioni sollevate dai cittadini soggetti alla loro amministrazione; tuttavia, se tali problemi erano di grande importanza, erano obbligati a rivolgersi ai tribunali della polis.